# David Frankel

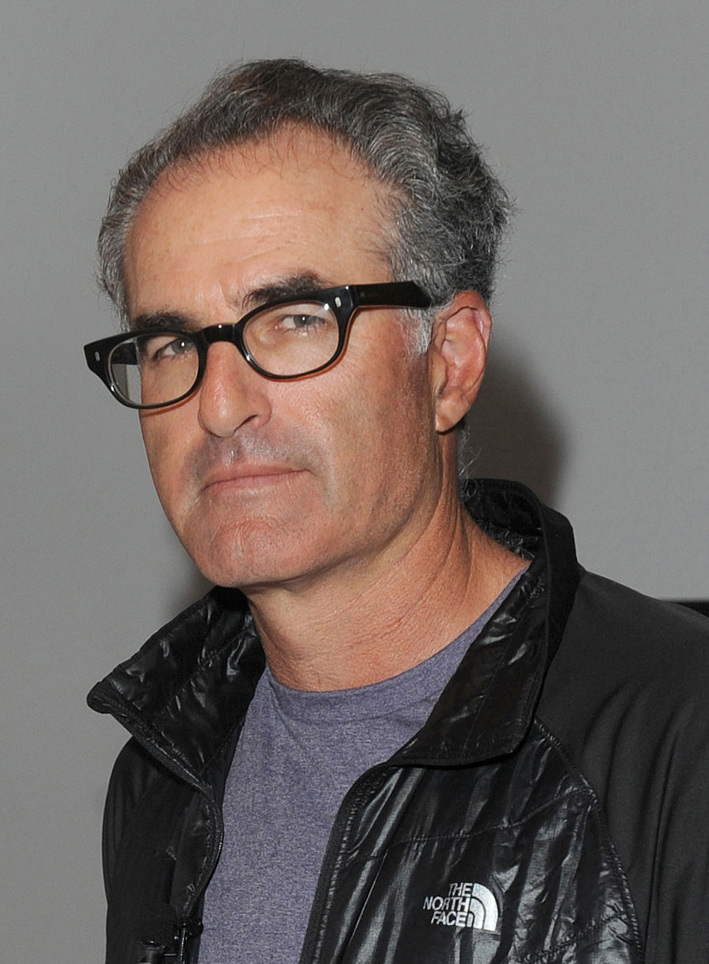
David Frankel, 2011

David Frankel (* 2. April 1959 in New York City, New York) ist ein US-amerikanischer Filmregisseur, Filmproduzent und Drehbuchautor. Für den Kurzfilm Dear Diary konnte er zusammen mit Barry Jossen einen Oscar gewinnen.

## Leben
Frankel wurde als Sohn des Pulitzer-Preisträgers Max Frankel geboren. Nach seinem Studium an der Harvard University begann er seine Karriere 1986 als Überwachender Produzent bei der Ellen Burstyn Show. 1989 arbeitete er als Produzent, Regisseur und Drehbuchautor an der Sitcom Doctor Doctor. Im darauf folgenden Jahr wurde mit Kein Baby an Bord sein erstes Spielfilmdrehbuch verfilmt.
Miami Rhaposdy mit Sarah Jessica Parker und Antonio Banderas in den Hauptrollen war 1995 sein Spielfilmdebüt als Regisseur. 1997 wurde er für den Kurzfilm Dear Diary mit dem Oscar ausgezeichnet. Für seine Mitarbeit an der Fernsehserie Band of Brothers – Wir waren Brüder wurde er mit einem Emmy ausgezeichnet, für sein Drehbuch für die Serie Rom erhielt er eine Nominierung durch die Writers Guild of America. Weitere signifikante Regiearbeiten hatte er in den Serien Sex and the City sowie Entourage.
2006 drehte Frankel die für zwei Oscars nominierte Filmkomödie Der Teufel trägt Prada mit Meryl Streep in der Hauptrolle, 2008 folgte die Komödie Marley & Ich mit Owen Wilson und Jennifer Aniston.

## Filmografie (Auswahl)

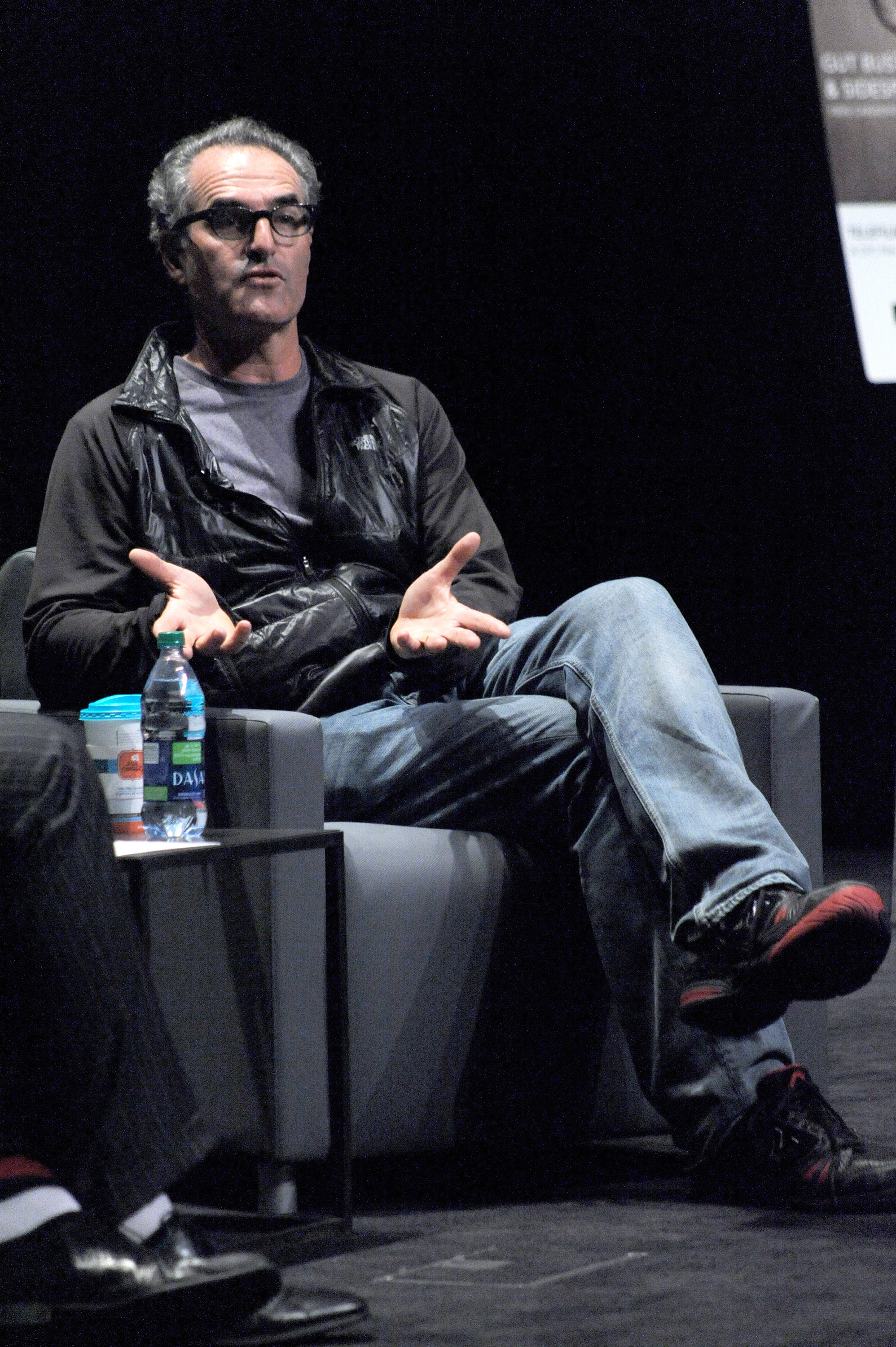
David Frankel, 2007

### Als Regisseur
- 1989: Doctor Doctor
- 1996: Dear Diary
- 1998: From the Earth to the Moon
- 2001: Sex and the City
- 2001: Band of Brothers – Wir waren wie Brüder (Band of Brothers)
- 2004: Entourage
- 2006: Der Teufel trägt Prada (The Devil Wears Prada)
- 2008: Marley & Ich (Marley & Me)
- 2011: Ein Jahr vogelfrei! (The Big Year)
- 2012: Wie beim ersten Mal (Hope Springs)
- 2013: One Chance – Einmal im Leben (One Chance)
- 2016: Verborgene Schönheit (Collateral Beauty)
- 2018: Manifest (Fernsehserie, eine Folge)
- 2022: Inventing Anna (Fernsehserie)
- 2022: Jerry und Marge – Die Lottoprofis (Jerry & Marge Go Large)

### Als Produzent
- 1989: Doctor Doctor
- 1995: Miami Rhapsody
- 2000: Grapevine

### Als Drehbuchautor
- 1989: Doctor Doctor
- 1990: Kein Baby an Bord
- 1995: Rom
- 1995: Miami Rhapsody
- 2000: Grapevine

## Auszeichnungen
- 1997: Oscar für Dear Diary
- 2002: Christopher Award für Band of Brothers
- 2002: Emmy-Award für Band of Brothers
- 2005: Emmy-Nominierung für Entourage
- 2006: WGA Award für Rome